# 江戸川大橋
江戸川大橋 (えどがわおおはし) は、東京都江戸川区篠崎町二丁目 - 千葉県市川市大和田の江戸川に架かる国道14号京葉道路の橋長484.8 m（メートル）の桁橋である。

## 概要
1期橋
- 形式 - 鋼9径間ゲルバー鈑桁橋
- 橋格 - 1等橋 (TL-20)
- 橋長 - 484.800 m
  - 径間割 - 46.000 m + 7×56.000 m + 46.000 m
- 幅員
  - 総幅員 - 15.300 m
  - 有効幅員 - 14.500 m
  - 車道 - 14.500 m
- 総鋼重 - 2 580.247 t
- 床版 - 鉄筋コンクリート
- 施工 - 宮地鐵工所[注釈 1]
- 架設工法 - ステージングキャリア工法

2期橋
- 形式 - 鋼3径間連続合成鈑桁橋3連
- 橋格 - 1等橋 (TL-20)
- 橋長 - 484.800 m
  - 支間割 - ( 46.000 m + 56.000 m + 55.600 m ) + ( 55.600 m + 56.000 m + 55.600 m ) + ( 55.600 m + 56.000 m + 46.000 m )
- 幅員
  - 総幅員 - 16.650 m
  - 有効幅員 - 15.000 m
  - 車道 - 15.000 m
- 総鋼重 - 1 527.255 t
- 床版 - 鉄筋コンクリート
- 施工 - 宮地鐵工所[注釈 1]
- 架設工法 - ステージングキャリア工法・トラッククレーンベント工法・フローティングクレーン工法

自動車専用道路のため、歩行者・軽車両・小型自動二輪車は通行できない。江戸川水門―行徳橋・市川橋・今井橋いずれかへの迂回が必要となる。

## 歴史
- 1960年（昭和35年）4月29日 - 京葉道路一之江出入口 - 船橋ICの開業と同時に供用開始。
- 1961年（昭和36年）8月15日 - 一之江出入口 - 船橋ICが全国初の自動車専用道路に指定される。同時に江戸川大橋も自動車専用道路になる[3][4]。
- 1971年（昭和46年）3月21日 - 首都高速小松川線と接続、江戸川大橋を含む京葉口 - 市川IC[注釈 3]間6車線化。本橋は上流側に2期橋を建設した[2]。
- 2019年（平成31年）3月1日 - 京葉市川IC - 船橋IC間（約3 km）の最高速度が60 km/hから80 km/hに引き上げ。[5]

## 隣の橋

### 江戸川
市川橋 - 総武線江戸川橋梁 - 江戸川大橋 - 行徳橋 - 新行徳橋

### 旧江戸川
江戸川大橋 - 江戸川水閘門 - 今井橋